# 大雅河
大雅河，位于中华人民共和国辽宁省桓仁满族自治县西南部，是浑江右岸支流，发源于桓仁县八里甸子镇老秃顶子山，自西向东流经八里甸子、韭菜园子、臭李头、老漫子、大青沟、普乐堡镇、牛毛沟、联合、湾湾川等地，最后于雅河朝鲜族乡雅河村注入浑江。河长83.2千米，河道平均比降4.47‰，流域面积753.5平方千米，年均径流量2.37亿立方米。大雅河上游河道比降大，水量充沛，水能资源丰富，已建成8处小水电站；中下游地区是土质肥沃的小平原，为大雅河万亩灌区。大雅河水质优良，出产多种珍贵鱼类，是著名的细鳞鱼产地。